# Liste der portugiesischen Botschafter in den Niederlanden
Die Liste der portugiesischen Botschafter in den Niederlanden listet die Botschafter Portugals in den Niederlanden auf. Die beiden Länder unterhalten seit 1641 direkte diplomatische Beziehungen.
Die portugiesische Botschaft (bis 1957 Legation) residiert seit Beginn in der niederländischen Hauptstadt Den Haag, mit einer Unterbrechung von 1760 bis 1762, als sie sich in Amsterdam befand. Im 19. Jahrhundert wurden die portugiesischen Legationen in Brüssel und Den Haag zeitweilig mit einem gemeinsamen Botschafter besetzt.

## Missionschefs
| Name                                                               | Bild        | Amtszeit                              | Anmerkungen                                                                                                 |
| Niederlande                                                        | Niederlande | Niederlande                           | Niederlande                                                                                                 |
| ------------------------------------------------------------------ | ----------- | ------------------------------------- | --- |
| Tristão de Mendonça Furtado                                        |             | 9. April 1641 –August 1641            | Sonderbotschafter                                                                                           |
| Fr. Dinis de Lencastre                                             |             | Juli 1641 –August 1641                | Geheimmission                                                                                               |
| Francisco de Andrade Leitão                                        |             | 11. Mai 1642 –29. Juni 1644           | Sonderbotschafter, am 14. Mai 1642 akkreditiert                                                             |
| Feliciano Dourado                                                  |             | 1643 bis 1650                         | Botschaftssekretär                                                                                          |
| Francisco de Sousa Coutinho                                        |             | Juli 1643 –September 1650             | Botschafter, am 14. Juli 1643 akkreditiert                                                                  |
| António Vieira                                                     |             | April 1646 –Juli 1646                 | Geheimmission                                                                                               |
| António Vieira                                                     |             | Dezember 1646 –vor Oktober 1648       | Geheimmission                                                                                               |
| Francisco Ferreira Rebelo                                          |             | 1648 bis 1650                         | Agent |
| Luís de Portugal                                                   |             | 1648                                  | Sonderbotschafter                                                                                           |
| João de Meneses                                                    |             | 1650                                  | Sonderbotschafter                                                                                           |
| António de Sousa Macedo                                            |             | September 1650 –Mai 1651              | Botschafter, am 4. März 1651 akkreditiert                                                                   |
| António Raposo                                                     |             | 1652 bis 1656                         | Ständiger Vertreter                                                                                         |
| Fernando Teles de Faro                                             |             | Juli 1658 –Mai 1659                   | Sonderbotschafter, am 22. Juli 1658 akkreditiert                                                            |
| Feliciano Dourado                                                  |             | 1659                                  | Entsandter                                                                                                  |
| Luís Álvares Ribeiro                                               |             | Mai 1659 bis 1659                     | Beauftragter                                                                                                |
| Henrique de Sousa Tavares                                          |             | Dezember 1659 –9. August 1661         | Sonderbotschafter, am 10. Dezember 1659 akkreditiert                                                        |
| Henrique de Sousa Tavares                                          |             | 1661 bis 1663                         | Sonderbotschafter, am 26. Januar 1662 akkreditiert                                                          |
| Diogo Lopes Ulhoa                                                  |             | 1663 –5. August 1669                  | Ständiger Vertreter, am 10. April 1664 akkreditiert                                                         |
| Diogo Lopes Ulhoa                                                  |             | September 1663 –November 1663         | Sondergesandter                                                                                             |
| Francisco de Melo Manuel da Câmara                                 |             | 1669 –24. Oktober 1670                | Sonderbotschafter, am 1. April 1664 akkreditiert                                                            |
| Moseh Curiel oder Jerónimo Nunes da Costa                          |             | 1670 bis 1690                         | Geschäftsträger                                                                                             |
| Diogo de Mendonça Corte Real                                       |             | Mai 1691 –18. Februar 1694            | Sondergesandter, am 30. Mai 1691 akkreditiert                                                               |
| Francisco de Sousa Pacheco                                         |             | 1694 –September 1709                  | Sondergesandter, am 28. April 1694 akkreditiert                                                             |
| Francisco Henriques Carneiro                                       |             | 1709 bis 1710                         | Geschäftsträger                                                                                             |
| João Gomes da Silva, Conde de Tarouca                              |             | 1710 bis 1726                         | Ministro Plenipotenciário, 1710 akkreditiert                                                                |
| Alexandre Nunes da Costa                                           |             | 1710                                  | diplomatischer Agent                                                                                        |
| Manuel de Sequeira                                                 |             | 1720 bis 1722                         | Ständiger Vertreter, am 31. Juli 1720 akkreditiert                                                          |
| Diogo de Mendonça Corte Real                                       |             | 1723 –2. Juli 1728                    | Sondergesandter, am 14. Juni 1723 akkreditiert                                                              |
| Álvaro Nunes da Costa oder Nathan Curiel                           |             | 1723 bis 1728                         | diplomatischer Agent                                                                                        |
| Luís da Cunha                                                      |             | 1728 bis 1748                         | Ministro Plenipotenciário, 1728 akkreditiert                                                                |
| Gonçalo Manuel Galvão de Lacerda                                   |             | 1737                                  | Ministro Plenipotenciário                                                                                   |
| Manuel Freire de Andrade e Castro                                  |             | 1748 –28. Dezember 1748               | Sondergesandter, am 14. Juni 1748 akkreditiert                                                              |
| Joaquim José Pereira Fidalgo da Silveira                           |             | 1749 (?)                              | Ministro Plenipotenciário                                                                                   |
| José da Silva Pessanha                                             |             | 1752 –4. Juni 1753                    | Sondergesandter, 1752 akkreditiert                                                                          |
| Martinho de Melo e Castro                                          |             | 21. Oktober 1753 –Juli 1756           | Sondergesandter, am 26. Oktober 1753 akkreditiert                                                           |
| António Freire de Andrade Encerrabodes                             |             | 25. Oktober 1756 –30. Mai 1759        | Sondergesandter, am 29. Oktober 1756 akkreditiert (bis 26. Juni 1759 Aufenthalt in Den Haag)                |
| Domingos Luís da Costa                                             |             | 1759 bis 1760                         | Agent |
| Domingos Luís da Costa                                             |             | 1760 bis 1762                         | Konsul |
| Pedro da Costa de Almeida Salema                                   |             | 1762 –19. März 1766                   | Ministro, am 30. August 1762 akkreditiert                                                                   |
| José António de Sá Pereira                                         |             | 1762                                  | Ministro Plenipotenciário, nicht angetreten                                                                 |
| José de Sá Pereira                                                 |             | 1762                                  | Ministro Plenipotenciário                                                                                   |
| José Vasques Álvares da Cunha                                      |             | 12. März 1766 –September 1776         | Sondergesandter, am 18. März 1766 akkreditiert (Bezüge bis 17. November 1776)                               |
| Domingos Luís da Costa                                             |             | 1771 bis 1776                         | Agent |
| Francisco José de Horta Machado                                    |             | 4. März 1777 –3. Oktober 1778         | Sondergesandter, am 18. März 1777 akkreditiert (bis 20. Mai 1779 anwesend)                                  |
| Augusto António de Sousa Holstein                                  |             | Mai 1779 –17. Mai 1781                | Sondergesandter, am 21. Mai 1779 akkreditiert                                                               |
| Gregório Raimundo Vidal                                            |             | 1780 –17. Dezember 1780               | Übergangs-Geschäftsträger                                                                                   |
| José Teotónio de Almeida Beija e Noronha de Melo e Castro          |             | 28. April 1782 –29. September 1787    | Sondergesandter, am 1. Mai 1782                                                                             |
| António de Campos Silva                                            |             | 2. Oktober 1787 –29. Juli 1790        | Geschäftsträger                                                                                             |
| António de Araújo e Azevedo                                        |             | 4. August 1790 –12. August 1802       | Sondergesandter, am 9. August 1790 akkreditiert                                                             |
| João Paulo Bezerra de Seixas                                       |             | 1. August 1802 –20. Februar 1810      | Sondergesandter, am 5. August 1819                                                                          |
| Francisco José Maria de Brito                                      |             | 30. Dezember 1818 –21. Mai 1822       | Sondergesandter und Ministro Plenipotenciário, bis 6. Mai 1822 vor Ort                                      |
| Nuno Barbosa de Figueiredo                                         |             | 6. Mai 1822 –15. Oktober 1822         | Übergangs-Geschäftsträger                                                                                   |
| Camilo Martins Lage                                                |             | 13. Oktober 1822 –22. Oktober 1823    | Geschäftsträger, am 15. Oktober 1822 akkreditiert (am 24. Oktober 1823 abgereist)                           |
| Francisco José Maria de Brito                                      |             | 1823                                  | Sondergesandter und Ministro Plenipotenciário                                                               |
| Nuno Barbosa de Figueiredo                                         |             | 22. Oktober 1823 –19. Oktober 1824    | Übergangs-Geschäftsträger                                                                                   |
| Luis António D'Abreu e Lima, Visconde da Carreira                  |             | 19. Oktober 1824 –Oktober 1830        | Ministro Plenipotenciário                                                                                   |
| Luís António d'Abreu e Lima                                        |             | 19. Oktober 1824 –1828                | Sondergesandter und Ministro Plenipotenciário, am 19. Oktober 1824 akkreditiert                             |
| Visconde de Canelas                                                |             | 1829                                  | miguelistischer Vertreter                                                                                   |
| Visconde da Carreira                                               |             | 1830 –Oktober 1830                    | Liberaler Missionschef                                                                                      |
| António Candido de Faria                                           |             | 1835 –27. April 1837                  | Geschäftsträger                                                                                             |
| Visconde de Seisal                                                 |             | 1840 –11. Juli 1840                   | Geschäftsträger                                                                                             |
| António Candido de Faria                                           |             | 20. August 1840 –1. August 1844       | Geschäftsträger, 21. August 1840                                                                            |
| Nuno Barbosa de Figueiredo                                         |             | 16. August 1844 –3. Oktober 1845      | Geschäftsträger, 20. August 1844                                                                            |
| Francisco de Saldanha Oliveira e Daun, Conde da Azinhaga           |             | 13. Mai 1846 –28. Juli 1847           | Geschäftsträger, am 14. Mai 1846 akkreditiert                                                               |
| Francisco de Saldanha Oliveira e Daun                              |             | 16. Januar 1848 –3. April 1851        | Ständiger Vertreter (Ministro Residente), am 18. Januar 1848 akkreditiert                                   |
| Visconde de Seisal                                                 |             | ab 17. Juli 1851                      | Sonderbotschafter mit Amtssitz Brüssel, am 22. Juli 1851 in Den Haag akkreditiert                           |
| Miguel Marins de Dantas                                            |             | ab 2. Mai 1870                        | Ministro Plenipotenciário (nicht vor Ort ansässig), am 3. Mai 1870 akkreditiert                             |
| Marquês de Angeja                                                  |             | 26. Januar 1871 –17. Februar 1872     | Ministro Plenipotenciário, am 1. Februar 1871 akkreditiert                                                  |
| Miguel Marins de Dantas                                            |             | ab 17. Februar 1872                   | Ministro Plenipotenciário (nicht vor Ort ansässig), am 17. Februar 1872 akkreditiert                        |
| Conde de Tomar                                                     |             | ab 2. Januar 1875                     | Ministro Plenipotenciário (nicht vor Ort ansässig), am 5. Januar 1875 akkreditiert                          |
| Conde de Rilvas                                                    |             | 13. September 1881 –25. Juli 1883     | Ministro Plenipotenciário (nicht vor Ort ansässig), am 25. September 1881 akkreditiert                      |
| Conde de S.Miguel                                                  |             | 26. Juli 1883 –11. Mai 1886           | Ministro Plenipotenciário, am 19. September 1883 akkreditiert                                               |
| Vicente Pinheiro Machado de Melo e Almada, Visconde de Pindela     |             | 11. August 1886 –27. Februar 1892     | Ministro Plenipotenciário, am 12. August 1886                                                               |
| Barão de Sendal                                                    |             | 2. März 1892 –14. Januar 1894         | Übergangs-Geschäftsträger                                                                                   |
| Conde de Tovar                                                     |             | 14. Januar 1894 –2. März 1896         | Ministro Plenipotenciário, am 18. Januar 1894 akkreditiert                                                  |
| Conde de Selir                                                     |             | 27. April 1896 –25. April 1908        | Ständiger Vertreter (‚‘Ministro Residente‘‘), ab 24. Dezember 1901 Ministro Plenipotenciário                |
| João de Oliveira Sá Camelo Lampreia                                |             | 6. Juni 1908 –15. November 1910       | Ministro Plenipotenciário, am 16. Juni 1908 akkreditiert                                                    |
| António Maria Bartolomeu Ferreira                                  |             | 7. September 1911 –11. September 1916 | Ministro Plenipotenciário, am 16. November 1911 akkreditiert                                                |
| António Carlos dos Santos Bandeira                                 |             | 4. Oktober 1916 –8. Dezember 1925     | Ministro Plenipotenciário, am 13. Oktober 1916 akkreditiert                                                 |
| José do Carmo da Câmara                                            |             | 8. Dezember 1925 –28. November 1926   | Geschäftsträger                                                                                             |
| Francisco Roberto da Silva Ferrão de Carvalho Marténs              |             | 28. November 1926 –28. März 1928      | Ministro Plenipotenciário, am 14. Januar 1927 akkreditiert                                                  |
| António Maria Bartolomeu Ferreira                                  |             | 19. Juni 1928 –1. August 1928         | Ministro Plenipotenciário                                                                                   |
| Francisco dos Santos Tavares                                       |             | 5. September 1928 –16. August 1941    | Ministro Plenipotenciário                                                                                   |
| António Augusto Leite Faria                                        |             | 24. März 1945 –15. Juli 1947          | Ministro Plenipotenciário, am 7. April 1945 akkreditiert                                                    |
| Mário Malheiro Reymão Nogueira                                     |             | 15. Juli 1947 –19. September 1948     | Übergangs-Geschäftsträger                                                                                   |
| Domingos de Sousa Holstein, Duque de Palmela                       |             | 4. September 1948 –8. September 1948  | Sonder-Botschafter, am 4. September 1948 akkreditiert                                                       |
| Fernando Quartim de Oliveira Bastos                                |             | 18. September 1948 –29. Februar 1956  | Ministro Plenipotenciário, am 5. Oktober 1948 akkreditiert                                                  |
| João de Barros Ferreira da Fonseca                                 |             | 29. Februar 1956 –9. Juli 1964        | Ministro Plenipotenciário, am 14. März 1956 akkreditiert, seit 16. August 1957 als Botschafter akkreditiert |
| Alberto Carlos Liz-Teixeira Branquinho                             |             | 23. Juli 1964 –31. Dezember 1966      | Botschafter, am 4. September 1964 akkreditiert                                                              |
| Alvaro Brilhante Laborinho                                         |             | 4. Februar 1967 –28. Juli 1969        | Botschafter, am 23. Februar 1967 akkreditiert                                                               |
| Constantino Ribeiro Vaz                                            |             | 28. Juli 1969 –12. September 1970     | Geschäftsträger                                                                                             |
| Carlos Augusto Lencastre da Veiga                                  |             | 12. September 1970 –19. Oktober 1971  | Botschafter, am 13. Oktober 1970 akkreditiert                                                               |
| Carlos Augusto Fernandes                                           |             | 17. Januar 1972 –19. Mai 1974         | Botschafter, am 10. Februar 1972 akkreditiert                                                               |
| Rui Manuel Pereira Goulart D'Ávila                                 |             | 19. Mai 1974 –23. Oktober 1974        | Geschäftsträger                                                                                             |
| Salvador Augusto de Sousa Sampaio Garrido                          |             | 23. Oktober 1974 –10. Juli 1976       | Botschafter, am 7. November 1974 akkreditiert                                                               |
| Fernando Manuel da Silva Marques                                   |             | 12. Juli 1976 –10. September 1976     | Botschafter, am 13. September 1976 akkreditiert                                                             |
| Fernando de Magalhães Cruz                                         |             | 15. Oktober 1980 –1. Februar 1987     | Botschafter, am 12. November 1980 akkreditiert                                                              |
| Francisco Manuel Baltazar Moita                                    |             | 10. Oktober 1987 –6. Juli 1991        | Botschafter                                                                                                 |
| António Guilherme Lopes de Oliveira Cascais                        |             | 8. Juli 1991 –26. Dezember 1995       | Botschafter, am 21. August 1991 akkreditiert                                                                |
| João Rosa Lã                                                       |             | 27. Dezember 1995 –12. Juni 1999      | Botschafter, am 17. Januar 1995 akkreditiert                                                                |
| Gonçalo Aires de Santa Clara Gomes                                 |             | 1999 –2. September 2002               | Botschafter, am 16. Juni 1999 akkreditiert                                                                  |
| João Manuel Guerra Salgueiro                                       |             | 29. September 2002 –20. Januar 2005   | Botschafter                                                                                                 |
| Fernando Manuel de Mendonça d’ Oliveira Neves                      |             | 1. Februar 2005 –14. März 2005        | Botschafter                                                                                                 |
| Júlio Francisco de Sales Mascarenhas                               |             | 28. November 2005 –29. Juli 2008      | Botschafter                                                                                                 |
| Manuel Nuno Tavares de Sousa                                       |             | 15. September 2008 –5. November 2011  | Botschafter                                                                                                 |
| Jorge Manuel da Silva Lopes                                        |             | 6. November 2011 –27. März 2012       | Übergangs-Geschäftsträger                                                                                   |
| José Bouza Serrano                                                 |             | 4. April 2012 –9. September 2016      | Botschafter                                                                                                 |
| Rosa Maria Bettencourt Amarante de Ataíde Batoréu Salvador e Brito |             | seit 6. Oktober 2016                  | Botschafterin, am 12. Oktober 2016 akkreditiert                                                             |